# Dorfkirche Oberloquitz

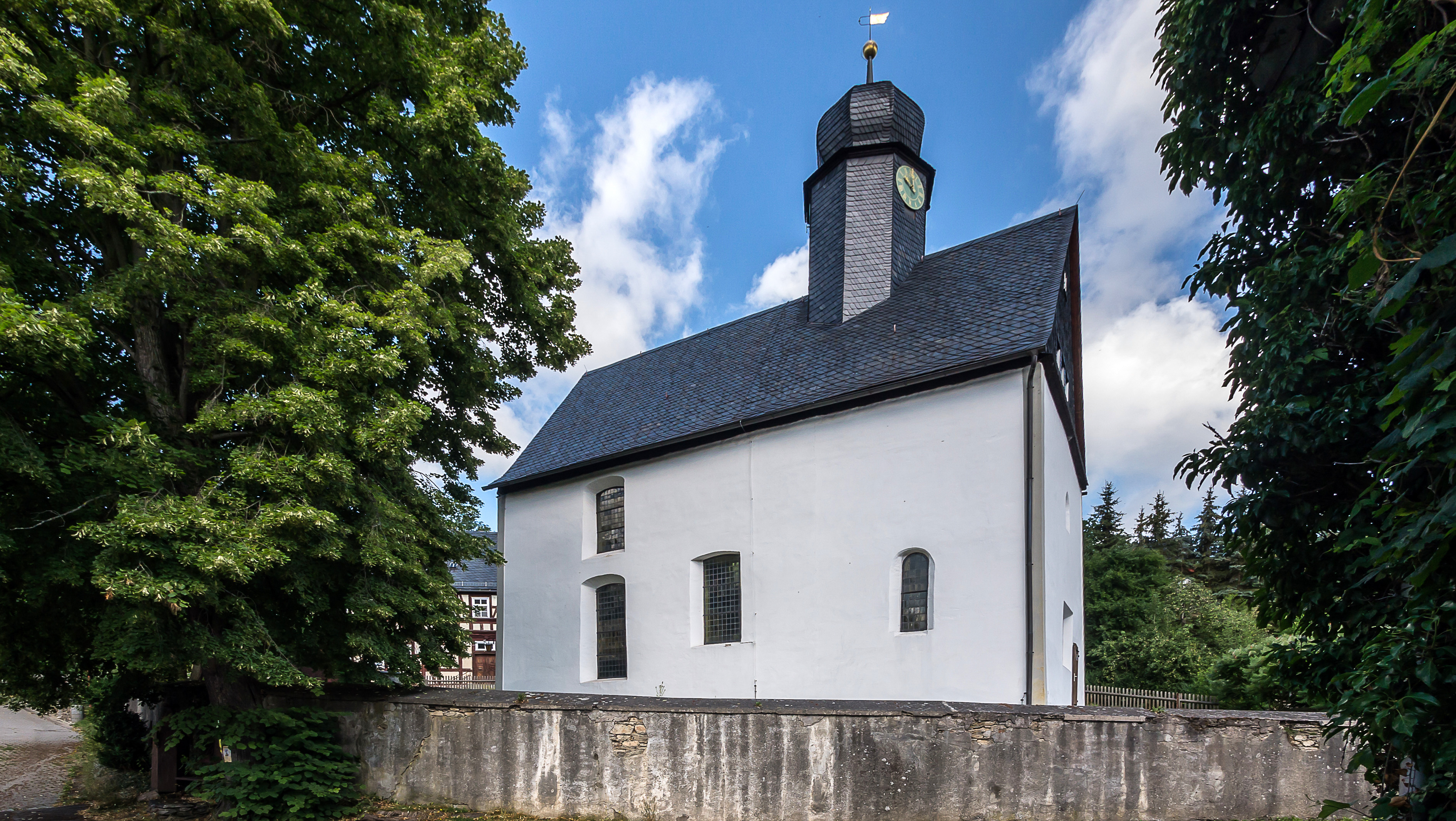
Dorfkirche Oberloquitz

Die Dorfkirche Oberloquitz befindet sich im Ortsteil Oberloquitz in der Einheitsgemeinde Probstzella im Landkreis Saalfeld-Rudolstadt in Thüringen.

## Lage
Das Dorf liegt an der Bundesstraße 85 nördlich der Stadt Probstzella im Tal der Loquitz. Die Kirche und das Pfarrhaus befinden sich mitten im Dorf.

## Geschichte
1661 wurde die Kirche nach einem Brand auf der romanischen Mauersubstanz einer Kapelle gebaut. Sie erhielt einen Dachreiter mit einer Schweifkuppel. Der spätgotische Flügelaltar mit Figuren und Schrein sowie Tafelmalerei auf den Flügeln wurde 1480 als ein Schmuckstück hergestellt.
Die Deckenmalerei und die Emporen sind im Jahr 1731 eingearbeitet worden. Die Glocken aus dem 17. und 18. Jahrhundert haben einheimische Glockengießer geschaffen.